# Список самолётов (I-M)
Список самолётов по производителям
A-B C-D E-H I-M N-S T-Z А-Я

## I

### IAI
| Наименование         | Фото | Тип                          | Первый полёт               | Количество экземпляров | Годы производства | Прим.                             |
| -------------------- | ---- | ---------------------------- | -------------------------- | ---------------------- | ----------------- | --------------------------------- |
| Arava                |      | транспортный самолёт         | ноябрь 1969                | 103                    |                   |                                   |
| Astra                |      | административный самолёт     | 19 сентября 1985           | 535                    | 1987 — 2003       |                                   |
| Kfir                 |      | истребитель                  | июнь 1973                  | 212                    |                   |                                   |
| Lavi                 |      | истребитель                  | 31 декабря 1986            | 5                      |                   | программа закрыта 30 августа 1987 |
| Nesher               |      | истребитель                  | 1971                       | 61                     |                   |                                   |
| Westwind             |      | административный самолёт     | 2 января 1963              | 442                    | 1968 — 1987       |                                   |
| Беспилотные самолёты |      |                              |                            |                        |                   |                                   |
| Bird-Eye             |      | разведывательный БПЛА        | 2003                       |                        |                   |                                   |
| E-Hunter             |      | разведывательный БПЛА        | июль 1995                  |                        |                   |                                   |
| Eitan (Heron TP)     |      | многоцелевой БПЛА            | 2004                       |                        |                   |                                   |
| Harop                |      | разведывательно-ударный БПЛА | осень 2003                 |                        |                   |                                   |
| Harpy                |      | ударный БПЛА                 | 1989                       |                        |                   |                                   |
| Heron                |      | разведывательный БПЛА        | 18 октября 1994            |                        |                   |                                   |
| Hunter               |      | разведывательный БПЛА        | 1991                       |                        |                   |                                   |
| I-View               |      | разведывательный БПЛА        | 2002                       |                        |                   |                                   |
| Mini Harpy           |      | ударный БПЛА                 | 2018                       |                        |                   |                                   |
| Panther              |      | разведывательный БПЛА        | н/д                        |                        |                   |                                   |
| Ranger               |      | разведывательный БПЛА        | декабрь 1988               |                        |                   |                                   |
| Scout                |      | разведывательный БПЛА        | 1970-е                     |                        |                   |                                   |
| Searcher             |      | разведывательный БПЛА        | 1992 (начало эксплуатации) |                        |                   |                                   |
| Super Heron          |      | разведывательный БПЛА        | 15 октября 2013            |                        |                   |                                   |

### IAR
| Наименование          | Фото | Тип                                | Первый полёт    | Количество экземпляров | Годы производства        | Прим. |
| --------------------- | ---- | ---------------------------------- | --------------- | ---------------------- | ------------------------ | ----- |
| IAR 15                |      | истребитель                        | начало 1934     | 7                      | 1934 — 1935              |       |
| IAR 37/38/39          |      | ближний разведчик / бомбардировщик | весна 1937      | 380                    | 1937 — 1941              |       |
| IAR 80                |      | истребитель                        | 12 апреля 1939  | 461                    | март 1940 — декабрь 1943 |       |
| Послевоенные самолёты |      |                                    |                 |                        |                          |       |
| IAR 93                |      | истребитель-бомбардировщик         | 31 октября 1974 | 86                     | 1976 — 1990              |       |
| IAR 99 Şoim           |      | учебно-боевой самолёт              | 21 декабря 1985 | 28                     | 1987 — 2008              |       |
| IAR 823               |      | учебно-тренировочный самолёт       | 10 июня 1974    | 78                     | 1974 — 1983              |       |

### ICON
| Наименование | Фото | Тип                            | Первый полёт | Количество экземпляров | Годы производства | Прим. |
| ------------ | ---- | ------------------------------ | ------------ | ---------------------- | ----------------- | ----- |
| A5           |      | гидросамолёт общего назначения | 15 июля 2008 | 100                    | 2016 — н.в.       |       |

### ICP
| Наименование | Фото | Тип                                   | Первый полёт | Количество экземпляров | Годы производства | Прим. |
| ------------ | ---- | ------------------------------------- | ------------ | ---------------------- | ----------------- | ----- |
| Savannah     |      | сверхлёгкий самолёт общего назначения | 2000         | ~2000                  | 2000 — н.в.       |       |

### Ikarus
Смотрите Самолёты Икарус

### IMAM
(IMAM — Industrie Meccaniche e Aeronautiche Meridonali)
| Наименование | Фото | Тип                                    | Первый полёт   | Количество экземпляров | Годы производства | Прим. |
| ------------ | ---- | -------------------------------------- | -------------- | ---------------------- | ----------------- | ----- |
| Ro.37 Lince  |      | учебно-тренировочный самолёт           | 6 ноября 1933  | 294                    | 1933 — 1941       |       |
| Ro.41        |      | учебно-тренировочный самолёт           | 16 июня 1934   | 735                    | 1936 — 1943       |       |
| Ro.43        |      | катапультный самолёт-разведчик         | 19 ноября 1934 | 193                    |                   |       |
| Ro.44        |      | катапультный истребитель               | октябрь 1936   | 35                     |                   |       |
| Ro.57        |      | истребитель, пикирующий бомбардировщик | 1939           | 51                     | 1941 — 1943       |       |
| Ro.58        |      | тяжелый истребитель                    | март 1942      | 1                      |                   |       |
| Ro.63        |      | разведчик, связной, санитарный самолёт | июнь 1940      | 6                      |                   |       |

### IMPA
Industrias Metalúrgicas y Plásticas Argentinas S.A.
| Наименование | Фото | Тип                       | Первый полёт   | Количество экземпляров | Годы производства | Прим. |
| ------------ | ---- | ------------------------- | -------------- | ---------------------- | ----------------- | ----- |
| Tu-Sa (LF-1) |      | самолёт общего назначения | 17 апреля 1943 | 25                     | 1943 — 1944       |       |

### Indonesian Aerospace
| Наименование   | Фото | Тип                  | Первый полёт    | Количество экземпляров | Годы производства | Прим. |
| -------------- | ---- | -------------------- | --------------- | ---------------------- | ----------------- | ----- |
| N-219 Nurtanio |      | пассажирский самолёт | 16 августа 2017 | 2                      | 2017 — н.в.       |       |

### Innocon
| Наименование | Фото | Тип                   | Первый полёт | Количество экземпляров | Годы производства | Прим. |
| ------------ | ---- | --------------------- | ------------ | ---------------------- | ----------------- | ----- |
| Spider       |      | разведывательный БПЛА | 2012         | н/д                    |                   |       |

### Interstate
| Наименование | Фото | Тип                              | Первый полёт | Количество экземпляров | Годы производства | Прим. |
| ------------ | ---- | -------------------------------- | ------------ | ---------------------- | ----------------- | ----- |
| TDR          |      | бомбардировщик-торпедоносец БПЛА | апрель 1942  | 195                    |                   |       |
| XBDR         |      | ударный БПЛА                     | не было      | 0                      |                   |       |

### IRIAF
Islamic Republic of Iran Air Force
| Наименование | Фото | Тип          | Первый полёт    | Количество экземпляров | Годы производства | Прим. |
| ------------ | ---- | ------------ | --------------- | ---------------------- | ----------------- | ----- |
| Kaman 22     |      | ударный БПЛА | 24 февраля 2021 | 1                      |                   |       |

## J

### Junkers
| Наименование          | Фото | Тип                                        | Первый полёт     | Количество экземпляров | Годы производства          | Прим.                |  |
| --------------------- | ---- | ------------------------------------------ | ---------------- | ---------------------- | -------------------------- | -------------------- |  |
| J 1                   |      | экспериментальный самолёт                  | 12 декабря 1915  | 1                      |                            |                      |  |
| F 13                  |      | пассажирский самолёт                       | 25 июня 1919     | 332                    | 1919 — 1932                |                      |  |
| T 19                  |      | учебно-тренировочный самолёт               | 14 июля 1922     | 3                      |                            |                      |  |
| G 24                  |      | транспортный самолёт                       | 19 сентября 1924 | ~ 115                  | 1925 — 1929                |                      |  |
| W 33                  |      | транспортный самолёт                       | 1926             | 199                    | 1926 — 1934                |                      |  |
| W 34                  |      | транспортный самолёт                       | 1926             | 3000                   | 926 — 1934                 |                      |  |
| S 36                  |      | транспортный самолёт                       | 5 сентября 1927  | 2                      |                            |                      |  |
| G 38                  |      | пассажирский самолёт                       | 6 ноября 1929    | 2                      |                            |                      |  |
| Ju 46                 |      | почтовый гидросамолёт                      | март 1932        | 5                      |                            |                      |  |
| Ju 49                 |      | высотный исследовательский самолёт         | 2 октября 1931   | 1                      |                            |                      |  |
| Ju 52                 |      | пассажирский / военно-транспортный самолёт | 13 октября 1930  | 4845                   | 1932 — 1945                |                      |  |
| Ju 86                 |      | бомбардировщик                             | 4 ноября 1934    | 822                    |                            |                      |  |
| Ju 87                 |      | пикирующий бомбардировщик                  | 17 сентября 1935 | ~6500                  |                            |                      |  |
| Ju 88                 |      | бомбардировщик                             | 21 декабря 1936  | 15001                  |                            |                      |  |
| Ju 90                 |      | пассажирский / военно-транспортный самолёт | 1937             | 18                     |                            |                      |  |
| Ju 160                |      | пассажирский                               | 1934             | 47                     |                            |                      |  |
| Ju 188                |      | бомбардировщик                             | сентябрь 1941    | 1076                   | февраль 1943 — август 1944 |                      |  |
| Ju 252                |      | пассажирский / военно-транспортный самолёт | октябрь 1941     | 15                     |                            |                      |  |
| Ju 287                |      | экспериментальный бомбардировщик           | 8 августа 1944   | 2                      |                            |                      |  |
| Ju 290                |      | дальний морской разведчик                  | 16 июля 1942     | 52                     | октябрь 1942 - конец 1944  |                      |  |
| Ju 488                |      | стратегический бомбардировщик              | не было          | 1 (прототип)           |                            | прототип не завершен |  |
| EF-128                |      | реактивный истребитель                     | не было          | 0 (модель)             |                            | проект закрыт        |  |
| Послевоенные самолёты |      |                                            |                  |                        |                            |                      |  |
| EF-132                |      | стратегический бомбардировщик              | не было          | 0 (модель)             |                            | проект закрыт        |  |
| Sänger                |      | орбитальный самолёт                        | не было          | 0                      |                            | проект закрыт        |  |

## K

### Kawanishi
| Наименование      | Фото | Тип                           | Первый полёт   | Количество экземпляров   | Годы производства     | Прим.                |
| ----------------- | ---- | ----------------------------- | -------------- | ------------------------ | --------------------- | -------------------- |
| E5K               |      | катапультный разведчик        | 1931           | 17                       |                       |                      |
| E7K               |      | разведывательный гидросамолёт | 6 февраля 1933 | 533                      |                       |                      |
| E15K Shiun        |      | катапультный разведчик        | 5 декабря 1941 | 15                       | 1942 - февраль 1944   |                      |
| H3K               |      | транспортный гидросамолёт     | 1930           | 5                        |                       |                      |
| H6K               |      | транспортный гидросамолёт     | лето 1936      | 215                      | 1938 - 1942           |                      |
| H8K               |      | транспортный гидросамолёт     | конец 1940     | 167                      |                       |                      |
| J3K               |      | истребитель-перехватчик       | не было        | 0                        |                       | проект закрыт в 1944 |
| J6K               |      | истребитель-перехватчик       | не было        | 0                        |                       | проект закрыт        |
| K6K               |      | учебный гидросамолёт          | 30 апреля 1938 | 3                        |                       |                      |
| K8K               |      | учебный гидросамолёт          | 8 июля 1938    | 15                       |                       |                      |
| N1K Kyofu         |      | поплавковый истребитель       | 6 мая 1942     | 68-97 (по разным данным) | июль 1943 - март 1944 |                      |
| N1K-J Shiden      |      | истребитель                   | конец 1942     | 1007                     | 1943 - 1945           |                      |
| N1K2-J Shiden-Kai |      | истребитель                   | 1943           | 406                      | 1943 - 1945           |                      |
| Baika             |      | самолёт-камикадзе             | не было        | 0                        |                       | проект закрыт        |

### Kawasaki
| Наименование          | Фото | Тип                          | Первый полёт              | Количество экземпляров | Годы производства           | Прим. |
| --------------------- | ---- | ---------------------------- | ------------------------- | ---------------------- | --------------------------- | ----- |
| Ki-10                 |      | истребитель                  | март 1935                 | 588                    | 1935 — 1938                 |       |
| Ki-32                 |      | бомбардировщик               | 1937                      | 850                    | 1938 — 1940                 |       |
| Ki-45 Toryu           |      | истребитель                  | 1939                      | 1701                   | 1942 — 1945                 |       |
| Ki-48                 |      | бомбардировщик               | июль 1939                 | 1977                   | июль 1939 — октябрь 1944    |       |
| Ki-56                 |      | транспортный самолет         | ноябрь 1940               | 121                    | август 1941 — сентябрь 1943 |       |
| Ki-61 Hien            |      | истребитель                  | декабрь 1941              | 3078                   | 1942 — 1945                 |       |
| Ki-100                |      | истребитель                  | 1 февраля 1945            | 389                    | февраль — август 1945       |       |
| Ki-102                |      | истребитель                  | 1944                      | 238                    | 1944 — 1945                 |       |
| Послевоенные самолёты |      |                              |                           |                        |                             |       |
| C-1                   |      | военно-транспортный самолёт  | 12 ноября 1970            | 31                     | 1970 — 1979                 |       |
| C-2                   |      | военно-транспортный самолёт  | 26 января 2010            | 13                     | 2010 — н.в.                 |       |
| P-1                   |      | противолодочный самолёт      | 28 сентября 2007          | 60                     | 2007 — н.в.                 |       |
| P-2J                  |      | противолодочный самолёт      | 21 июля 1966              | 83                     | 1966 — 1977                 |       |
| T-4                   |      | учебно-тренировочный самолёт | 29 июля 1985 29 июля 1985 | 212                    | 1986 — 2003                 |       |

### Kensgaila
| Наименование | Фото | Тип                  | Первый полёт | Количество экземпляров | Годы производства | Прим. |
| ------------ | ---- | -------------------- | ------------ | ---------------------- | ----------------- | ----- |
| VK-9         |      | пассажирский самолёт | 2010         | 1                      |                   |       |

### Klemm
| Наименование | Фото | Тип                          | Первый полёт | Количество экземпляров | Годы производства | Прим. |
| ------------ | ---- | ---------------------------- | ------------ | ---------------------- | ----------------- | ----- |
| Kl 25        |      | учебно-тренировочный самолёт | 1928         | ~600                   | 1928 — 1939       |       |
| Kl 31        |      | пассажирский самолёт         | 1931         | 90                     | 1931 — 1935       |       |

### Kokusai
| Наименование | Фото | Тип                                               | Первый полёт   | Количество экземпляров | Годы производства       | Прим. |
| ------------ | ---- | ------------------------------------------------- | -------------- | ---------------------- | ----------------------- | ----- |
| Ki-59        |      | транспортный самолет                              | июнь 1939      | 59                     | середина — декабрь 1941 |       |
| Ki-76        |      | ближний разведчик, корректировщик и самолет связи | май 1941       | 937                    | весна 1943 - 1944       |       |
| Ki-86        |      | учебно-тренировочный самолёт                      | 27 апреля 1934 | 1037                   |                         |       |

### Koolhoven
| Наименование | Фото | Тип         | Первый полёт   | Количество экземпляров | Годы производства | Прим. |
| ------------ | ---- | ----------- | -------------- | ---------------------- | ----------------- | ----- |
| F.K.52       |      | истребитель | 9 декабря 1937 | 6                      |                   |       |

### Korea Aerospace Industries — KAI
| Наименование      | Фото | Тип                          | Первый полёт    | Количество экземпляров | Годы производства | Прим.        |
| ----------------- | ---- | ---------------------------- | --------------- | ---------------------- | ----------------- | ------------ |
| KF-21 Boramae     |      | истребитель                  | нет             | 4 (прототипа)          |                   | в разработке |
| KT-1 Woongbi      |      | учебно-тренировочный самолёт | 12 декабря 1991 | 175                    | 19990 - н.в.      |              |
| Т-50 Golden Eagle |      | учебно-боевой самолёт        | 20 августа 2002 | 208                    | 2003 - н.в.       |              |

### Kratos
| Наименование   | Фото | Тип          | Первый полёт | Количество экземпляров | Годы производства | Прим. |
| -------------- | ---- | ------------ | ------------ | ---------------------- | ----------------- | ----- |
| XQ-58 Valkyrie |      | ударный БПЛА | 5 марта 2019 | 1                      |                   |       |

### Kyushu Hikoki K.K.
| Наименование   | Фото | Тип                          | Первый полёт   | Количество экземпляров | Годы производства          | Прим.             |
| -------------- | ---- | ---------------------------- | -------------- | ---------------------- | -------------------------- | ----------------- |
| J7W Shinden    |      | истребитель                  | 3 августа 1945 | 2                      | 1944 — 1945                | программа закрыта |
| K10W           |      | учебный самолёт              | 1941           | 176                    | февраль 1943 — август 1944 |                   |
| K11W Shiragiku |      | учебно-тренировочный самолёт | ноябрь 1942    | 798                    | 1943 — 1945                |                   |
| Q1W Tokai      |      | самолёт ПЛО                  | осень 1943     | 150                    | 1944 — 1945                |                   |

## L

### Lake Aircraft
| Наименование                 | Фото | Тип                            | Первый полёт | Количество экземпляров | Годы производства | Прим. |
| ---------------------------- | ---- | ------------------------------ | ------------ | ---------------------- | ----------------- | ----- |
| Renegade / Seafury / Seawolf |      | гидросамолёт общего назначения | 1982         | н/д                    |                   |       |

### Langley
| Наименование | Фото | Тип                       | Первый полёт   | Количество экземпляров | Годы производства | Прим. |
| ------------ | ---- | ------------------------- | -------------- | ---------------------- | ----------------- | ----- |
| Aerodrome    |      | экспериментальный самолёт | 7 октября 1898 | 1                      | 1896 — 1898       |       |

### Latécoère
| Наименование  | Фото | Тип                       | Первый полёт    | Количество экземпляров | Годы производства | Прим. |
| ------------- | ---- | ------------------------- | --------------- | ---------------------- | ----------------- | ----- |
| Latécoère 300 |      | патрульный гидросамолёт   | 17 декабря 1931 | 7                      |                   |       |
| Latécoère 521 |      | пассажирский гидросамолёт | 10 января 1935  | 5                      |                   |       |
| Latécoère 611 |      | патрульный гидросамолёт   | 8 марта 1939    | 1                      |                   |       |
| Latécoère 631 |      | пассажирский гидросамолёт | 4 ноября 1942   | 11                     |                   |       |

### Laviasa
«Latino Americana de Aviación S.A.»
| Наименование  | Фото | Тип                          | Первый полёт    | Количество экземпляров | Годы производства | Прим. |
| ------------- | ---- | ---------------------------- | --------------- | ---------------------- | ----------------- | ----- |
| PA-25 Puelche |      | сельскохозяйственный самолёт | 17 декабря 1958 | н/д                    | 1998 — н.в.       |       |

### LCOD
«Лиепайская Военная Фабрика»
| Наименование | Фото | Тип                          | Первый полёт   | Количество экземпляров | Годы производства | Прим. |
| ------------ | ---- | ---------------------------- | -------------- | ---------------------- | ----------------- | ----- |
| KOD-1        |      | учебно-тренировочный самолёт | 13 января 1936 | 9                      | 1936 — 1938       |       |

### Learjet
| Наименование  | Фото | Тип         | Первый полёт    | Количество экземпляров | Годы производства | Прим. |
| ------------- | ---- | ----------- | --------------- | ---------------------- | ----------------- | ----- |
| Learjet 23    |      | бизнес-джет | 7 октября 1963  | 104                    | 1962 — 1966       |       |
| Learjet 24    |      | бизнес-джет | 24 февраля 1966 | 258                    | 1966 — 1980       |       |
| Learjet 25    |      | бизнес-джет | 12 августа 1966 | 369                    | 1966 — 1982       |       |
| Learjet 28/29 |      | бизнес-джет | 24 августа 1977 | 7                      | 1977 — 1982       |       |
| Learjet 31    |      | бизнес-джет | 11 мая 1987     | 738                    | 1987 — 2003       |       |
| Learjet 35/36 |      | бизнес-джет | 22 августа 1973 | 738                    | 1973 — 1994       |       |
| Learjet 40    |      | бизнес-джет | 31 августа 2002 |                        | 2002 — н.в.       |       |
| Learjet 45    |      | бизнес-джет | 7 октября 1995  | 642                    | 1995 — 2012       |       |
| Learjet 55    |      | бизнес-джет | 19 апреля 1979  | 147                    |                   |       |
| Learjet 60    |      | бизнес-джет | 10 октября 1990 | 400                    | 1991 - 2002       |       |
| Learjet 70/75 |      | бизнес-джет |                 | 75                     |                   |       |
| Learjet 85    |      | бизнес-джет | 9 апреля 2014   | 2                      |                   |       |

### Lehmann Aviation
| Наименование | Фото | Тип                   | Первый полёт | Количество экземпляров | Годы производства | Прим. |
| ------------ | ---- | --------------------- | ------------ | ---------------------- | ----------------- | ----- |
| LA100        |      | микро-БПЛА наблюдения | 2012         | н/д                    |                   |       |
| LA200        |      | микро-БПЛА наблюдения | 2014         | н/д                    |                   |       |
| LM450        |      | микро-БПЛА наблюдения | 2010         | н/д                    |                   |       |
| LM500        |      | микро-БПЛА наблюдения | 2014         | н/д                    |                   |       |
| LP960        |      | микро-БПЛА наблюдения | 2007         | н/д                    |                   |       |
| LV580        |      | разведывательный БПЛА | 2009         | н/д                    |                   |       |

### Letov
| Наименование | Фото | Тип               | Первый полёт | Количество экземпляров | Годы производства | Прим. |
| ------------ | ---- | ----------------- | ------------ | ---------------------- | ----------------- | ----- |
| Š-20         |      | истребитель       | 1925         | 118                    |                   |       |
| Š-28         |      | самолёт-разведчик | 1929         | 470                    |                   |       |
| Š-31         |      | истребитель       | 1929         | н/д                    |                   |       |

### LET
| Наименование   | Фото | Тип                       | Первый полёт    | Количество экземпляров | Годы производства | Прим. |
| -------------- | ---- | ------------------------- | --------------- | ---------------------- | ----------------- | ----- |
| L-200 Morava   |      | самолёт общего назначения | 9 апреля 1957   | 367                    | 1957 — 1964       |       |
| L-410 Turbolet |      | самолёт общего назначения | 16 апреля 1969  | 1207                   | 1969 — н. в.      |       |
| L-410NG        |      | самолёт общего назначения | 29 июля 2015    | 1207                   | 2018 — н. в.      |       |
| L-610          |      | самолёт общего назначения | 28 декабря 1988 | 8                      |                   |       |

### Levasseur
Sociéte Pierre Levasseur Aéronautique
| Наименование | Фото | Тип                             | Первый полёт | Количество экземпляров | Годы производства | Прим. |
| ------------ | ---- | ------------------------------- | ------------ | ---------------------- | ----------------- | ----- |
| PL.10        |      | палубный разведчик/торпедоносец | весна 1929   | 63                     | 1929 — 1939       |       |

### Liuchow
| Наименование   | Фото | Тип         | Первый полёт | Количество экземпляров | Годы производства | Прим. |
| -------------- | ---- | ----------- | ------------ | ---------------------- | ----------------- | ----- |
| Kwangsi Type 3 |      | истребитель | 1937         | 1                      |                   |       |

### Lioré et Olivier
Société de Constructions Aéronautiques d’hydravions Lioré-et-Olivier
| Наименование | Фото | Тип                       | Первый полёт     | Количество экземпляров | Годы производства | Прим. |
| ------------ | ---- | ------------------------- | ---------------- | ---------------------- | ----------------- | ----- |
| LeO 1        |      | бомбардировщик            | декабрь 1915     | 595                    |                   |       |
| LeO 21       |      | пассажирский самолёт      | август 1926      | 11                     |                   |       |
| LeO H.24     |      | транспортный гидросамолёт | 30 сентября 1937 | 6                      |                   |       |
| LeO 25       |      | бомбардировщик            | 1928             | 96                     |                   |       |
| LeO 45       |      | бомбардировщик            | 15 января 1937   | 561                    | 1938—1942         |       |

### Lockheed
| Наименование                                                  | Фото | Тип                                   | Первый полёт     | Количество экземпляров | Годы производства         | Прим. |
| ------------------------------------------------------------- | ---- | ------------------------------------- | ---------------- | ---------------------- | ------------------------- | ----- |
| A-12                                                          |      | стратегический разведчик              | 25 апреля 1962   | 16                     |                           |       |
| A-28 / A-29 / AT-18 / Hudson                                  |      | бомбардировщик                        | 10 декабря 1938  | 2941                   | 1938 — 1943               |       |
| AC-130 Spectre                                                |      | самолет огневой поддержки             | 6 июня 1967      | 47                     |                           |       |
| C-5 Galaxy                                                    |      | военно-транспортный самолёт           | 30 июня 1968     | 131                    | 1968 — 1973 / 1985 — 1989 |       |
| C-130 Hercules                                                |      | военно-транспортный самолёт           | 23 августа 1954  | 2600                   | 1955 — н.в.               |       |
| C-141 Starlifter                                              |      | военно-транспортный самолёт           | 17 декабря 1963  | 285                    | 1963 — 1968               |       |
| D-21                                                          |      | разведывательный БПЛА                 | 22 декабря 1964  | 38                     |                           |       |
| EC-130E Rivet Rider                                           |      | самолет РЭБ                           | 1978             |                        |                           |       |
| EC-130V / NC-130H                                             |      | самолет ДРЛО                          | 31 июля 1991     |                        |                           |       |
| F-80 Shooting Star                                            |      | истребитель                           | 8 января 1944    | 1732                   | ноябрь 1943 — июнь 1950   |       |
| F-94 Starfire                                                 |      | истребитель                           | 16 апреля 1949   | 854                    | 1949 — май 1954           |       |
| F-104 Starfighter                                             |      | истребитель                           | 17 февраля 1956  | 2578                   |                           |       |
| F-117 Nighthawk                                               |      | ударный самолёт                       | 18 июня 1981     | 644                    | 1983 — 1990               |       |
| L-10 Electra / C-36                                           |      | самолёт общего назначения             | 23 февраля 1934  | 149                    |                           |       |
| L-12 Electra Junior / C-40                                    |      | самолёт общего назначения             | 27 июня 1936     | 130                    |                           |       |
| L-18 Lodestar / C-60                                          |      | транспортный самолёт                  | 21 сентября 1939 | 625                    |                           |       |
| L-049 Constellation / C-69                                    |      | пассажирский самолёт                  | 9 января 1943    | 856                    | 1943 — 1958               |       |
| L-188 Electra                                                 |      | пассажирский самолёт                  | 6 декабря 1957   | 170                    | 1957 — 1961               |       |
| L-329 / L-1329 JetStar / C-140                                |      | бизнес-джет                           | 4 сентября 1957  | 202                    | 1961 — 1980               |       |
| L-1011 TriStar                                                |      | широкофюзеляжный пассажирский самолёт | 16 ноября 1970   | 250                    | 1968 — 1984               |       |
| L-1049 Super Constellation / C-121                            |      | пассажирский самолёт                  | 14 июля 1951     | 579                    | 1951 — 1958               |       |
| L-1649 Starliner                                              |      | пассажирский самолёт                  | 10 октября 1956  | 44                     | 1956 — 1958               |       |
| P-2 Neptune                                                   |      | противолодочный самолёт               | 17 мая 1945      | 1177                   |                           |       |
| P-3 Orion                                                     |      | противолодочный самолёт               | 25 ноября 1959   | 757                    | 1961 — 1990               |       |
| P-38 Lightning                                                |      | истребитель                           | 27 января 1939   | 10037                  | 1940 — 1945               |       |
| S-3 Viking                                                    |      | палубный противолодочный самолёт      | 21 января 1972   | 187                    | 1974 — 1978               |       |
| SR-71 Blackbird                                               |      | стратегический разведчик              | 22 декабря 1964  | 32                     |                           |       |
| T-33 Shooting Star                                            |      | учебно-тренировочный самолёт          | 22 марта 1948    | 6557                   | 1948 — 1959               |       |
| T2V-1 / T-1 SeaStar                                           |      | учебно-тренировочный самолёт          | 15 декабря 1953  | 150                    |                           |       |
| U-2                                                           |      | высотный стратегический разведчик     | 1 августа 1955   | 104                    | 1955 — 1989               |       |
| Vega                                                          |      | транспортный самолёт                  | 4 июля 1927      | 132                    |                           |       |
| Ventura / B-34 Lexington / B-37 / PV-1 Ventura / PV-2 Harpoon |      | бомбардировщик, патрульный самолёт    | 31 июля 1941     | 3028                   | 1941 — сентябрь 1945      |       |
| WP-3D Orion                                                   |      | самолёт-разведчик погоды              | 1975             | 2                      |                           |       |
| XFV-1                                                         |      | экспериментальный истребитель СВВП    | 16 июня 1954     | 2                      |                           |       |

### Lockheed Martin
| Наименование       | Фото | Тип                                                | Первый полёт     | Количество экземпляров | Годы производства | Прим.                |
| ------------------ | ---- | -------------------------------------------------- | ---------------- | ---------------------- | ----------------- | -------------------- |
| A-4AR Fightinghawk |      | штурмовик                                          | декабрь 1997     | 36                     | 1996 — 1999       |                      |
| F-22 Raptor        |      | истребитель                                        | 29 сентября 1991 | 195                    | 1997 — 2011       |                      |
| F-35 Lightning II  |      | истребитель                                        | 16 декабря 2006  | 770                    | 2006 — н.в.       |                      |
| RQ-3 Darkstar      |      | разведывательный БПЛА                              | 29 марта 1996    | 4                      |                   |                      |
| RQ-170 Sentinel    |      | разведывательный БПЛА                              | 2007             | 20                     |                   |                      |
| SR-72              |      | гиперзвуковой стратегический разведывательный БПЛА | не было          | 0                      |                   | в разработке         |
| X-33               |      | орбитальный самолёт                                | не было          | 0                      |                   | проект закрыт в 2001 |
| X-44 MANTA         |      | экспериментальный самолёт                          | не было          | 0                      |                   | проект закрыт в 2000 |
| X-59 QueSST        |      | экспериментальный самолёт                          | не было          | 0                      |                   | в разработке         |
| Desert Hawk        |      | разведывательный БПЛА                              | 2002             | н/д                    |                   |                      |

### Lockspeiser
| Наименование | Фото | Тип                       | Первый полёт    | Количество экземпляров | Годы производства | Прим. |
| ------------ | ---- | ------------------------- | --------------- | ---------------------- | ----------------- | ----- |
| LDA-01       |      | экспериментальный самолёт | 24 августа 1971 | 1                      |                   |       |

### Loire
Ateliers et Chantiers de la Loire
| Наименование   | Фото | Тип                           | Первый полёт   | Количество экземпляров | Годы производства                             | Прим. |
| -------------- | ---- | ----------------------------- | -------------- | ---------------------- | --------------------------------------------- | ----- |
| Loire 70       |      | разведывательный гидросамолёт | 1933           | 8                      |                                               |       |
| Loire 130      |      | катапультный разведчик        | 19 ноября 1934 | 126                    | август 1936 — октябрь 1938, конец 1940 — 1941 |       |
| Loire 501      |      | многоцелевой гидросамолёт     | 1931           | 7                      |                                               |       |
| Loire-Nieuport |      |                               |                |                        |                                               |       |
| LN.401         |      | пикирующий бомбардировщик     | 6 июля 1938    | 99                     | май 1939 — июнь 1940                          |       |

### Lublin (Plage i Laśkiewicz)
| Наименование | Фото | Тип               | Первый полёт | Количество экземпляров | Годы производства | Прим. |
| ------------ | ---- | ----------------- | ------------ | ---------------------- | ----------------- | ----- |
| R.XIII       |      | самолёт-разведчик | весна 1931   | 273                    | 1932 — 1938       |       |

### LVG(Luftverkehrsgesellschaft m.b.H.)
| Наименование | Фото | Тип                               | Первый полёт | Количество экземпляров | Годы производства | Прим. |
| ------------ | ---- | --------------------------------- | ------------ | ---------------------- | ----------------- | ----- |
| LVG C.I/II   |      | самолёт-разведчик, бомбардировщик | 1915         | ~300                   |                   |       |
| LVG C.VI     |      | самолёт-разведчик, бомбардировщик | 1917         | ~1100                  |                   |       |

## M

### Macchi
| Наименование  | Фото | Тип                   | Первый полёт    | Количество экземпляров | Годы производства         | Прим. |
| ------------- | ---- | --------------------- | --------------- | ---------------------- | ------------------------- | ----- |
| C.200 Saetta  |      | истребитель           | 24 декабря 1937 | 1153                   | июль 1939 — декабрь 1942  |       |
| C.202 Folgore |      | истребитель           | 10 августа 1940 | 1150                   | июнь 1941 — сентябрь 1943 |       |
| C.205 Veltro  |      | истребитель           | 19 апреля 1942  | 302                    | сентябрь 1942 — май 1944  |       |
| M.39          |      | гоночный гидросамолет | 6 июля 1926     | 5                      |                           |       |

### Marinens flyvebaatfabrikk
| Наименование | Фото | Тип                                                | Первый полёт     | Количество экземпляров | Годы производства | Прим. |
| ------------ | ---- | -------------------------------------------------- | ---------------- | ---------------------- | ----------------- | ----- |
| M.F.11       |      | поплавковый гидросамолёт-бомбардировщик, разведчик | 29 сентября 1931 | 29                     | 1930 — 1939       |       |

### Martin
| Наименование   | Фото | Тип                       | Первый полёт    | Количество экземпляров | Годы производства     | Прим. |
| -------------- | ---- | ------------------------- | --------------- | ---------------------- | --------------------- | ----- |
| 2-0-2          |      | пассажирский самолёт      | 22 ноября 1946  | 47                     | 1947 — 1948           |       |
| A-22 Maryland  |      | бомбардировщик            | 14 марта 1939   | 450                    | август 1939 — 1941    |       |
| A-30 Baltimore |      | бомбардировщик            | 14 июня 1941    | 2150                   | осень 1941 — май 1944 |       |
| B-10           |      | бомбардировщик            | 16 февраля 1932 | 121                    | 1933 — 1937           |       |
| B-26 Marauder  |      | бомбардировщик            | 25 ноября 1940  | 5288                   | 1941 — 1945           |       |
| B-57 Canberra  |      | бомбардировщик            | 20 июля 1953    | 403                    |                       |       |
| JRM Mars       |      | патрульный гидросамолёт   | 23 июня 1942    | 7                      | июнь 1945 — 1947      |       |
| M-130          |      | пассажирский гидросамолёт | 30 декабря 1934 | 3                      |                       |       |
| M-156          |      | пассажирский гидросамолёт | 27 ноября 1937  | 1                      | 1937                  |       |
| PBM Mariner    |      | патрульный гидросамолёт   | 18 февраля 1939 | 1366                   | 1940 — 1949           |       |

### Martin-Baker
| Наименование | Фото | Тип         | Первый полёт | Количество экземпляров | Годы производства | Прим. |
| ------------ | ---- | ----------- | ------------ | ---------------------- | ----------------- | ----- |
| MB 5         |      | истребитель | 23 мая 1944  | 1                      |                   |       |

### Martinsyde
| Наименование | Фото | Тип         | Первый полёт | Количество экземпляров | Годы производства | Прим. |
| ------------ | ---- | ----------- | ------------ | ---------------------- | ----------------- | ----- |
| F.4 Buzzard  |      | истребитель | июнь 1918    | ~370                   |                   |       |

### MBLE
Manufacture Belge De Lampes Et De Matériel Electronique
| Наименование | Фото | Тип                   | Первый полёт | Количество экземпляров | Годы производства | Прим. |
| ------------ | ---- | --------------------- | ------------ | ---------------------- | ----------------- | ----- |
| Épervier     |      | разведывательный БПЛА | 1970         | н/д                    |                   |       |

### McDonnell Aircraft
| Наименование    | Фото | Тип                  | Первый полёт     | Количество экземпляров | Годы производства        | Прим.         |
| --------------- | ---- | -------------------- | ---------------- | ---------------------- | ------------------------ | ------------- |
| FH-1 Phantom    |      | истребитель          | 26 января 1945   | 62                     |                          |               |
| F2H Banshee     |      | палубный истребитель | 11 января 1947   | 895                    |                          |               |
| F3H / F-3 Demon |      | истребитель          | 7 августа 1951   | 519                    |                          |               |
| F-101 Voodoo    |      | истребитель          | 29 сентября 1954 | 807                    | октябрь 1951 — март 1961 |               |
| XF-85 Goblin    |      | истребитель-паразит  | 23 августа 1948  | 2                      |                          | проект закрыт |

### McDonnell Douglas
| Наименование           | Фото | Тип                                              | Первый полёт     | Количество экземпляров        | Годы производства | Прим.                                    |
| ---------------------- | ---- | ------------------------------------------------ | ---------------- | ----------------------------- | ----------------- | ---------------------------------------- |
| A-12 Avenger II        |      | бомбардировщик                                   | нет              | 0                             |                   | разработка прекращена в январе 1991 года |
| AV-8B Harrier II       |      | штурмовой СВВП                                   | 9 ноября 1978    | 337                           | 1981 — 2003       |                                          |
| C-17 Globemaster III   |      | военно-транспортный самолёт                      | 15 сентября 1991 | 270                           | 1991 — 2015       |                                          |
| DC-9                   |      | пассажирский самолёт                             | 25 февраля 1965  | 976                           | 1965 — 1982       |                                          |
| DC-10                  |      | пассажирский самолёт                             | 29 августа 1970  | 386                           | 1968 — 1988       |                                          |
| DC-10 Air Tanker       |      | пожарный самолёт                                 | 2006             | 5                             |                   |                                          |
| F-4 Phantom II         |      | палубный истребитель, истребитель-бомбардировщик | 27 мая 1958      | 5195                          | 1958 – 1981       |                                          |
| F-15 Eagle             |      | истребитель                                      | 27 июля 1972     | 1500                          |                   |                                          |
| F-15E Strike Eagle     |      | истребитель-бомбардировщик                       | 11 декабря 1986  | 470                           | 1995 — 2020       |                                          |
| F/A-18 Hornet          |      | палубный истребитель                             | 18 ноября 1978   | более 2000 (всех модификаций) |                   |                                          |
| F/A-18E/F Super Hornet |      | палубный истребитель                             | 29 ноября 1995   | 600                           | 1995 — 2020       |                                          |
| F-18 HARV              |      | исследовательский самолёт                        |                  | 1                             | 1                 |                                          |
| KC-10 Extender         |      | самолёт-заправщик                                | 12 июля 1980     | 60                            |                   |                                          |
| MD-11                  |      | широкофюзеляжный пассажирский самолёт            | 10 января 1990   | 200                           | 1988 — 2000       |                                          |
| MD-12                  |      | широкофюзеляжный пассажирский самолёт            | нет              | 0                             |                   | проект закрыт                            |
| MD-80                  |      | пассажирский самолёт                             | 18 октября 1979  | 1191                          | 1979 — 1999       |                                          |
| MD-90                  |      | пассажирский самолёт                             | 22 февраля 1993  | 116                           | 1993 — 2000       |                                          |
| MD-94X                 |      | пассажирский самолёт                             | нет              | 0                             |                   | Проект закрыт                            |
| MD-95                  |      | пассажирский самолёт                             | 2 сентября 1998  | 156                           | 1998 — 2006       |                                          |
| T-45 Goshawk           |      | учебно-тренировочный самолёт                     | 16 апреля 1988   | 200                           | 1991 — н.в.       |                                          |
| X-36                   |      | экспериментальный БПЛА                           | 17 мая 1997      | 2                             |                   |                                          |
| YC-15                  |      | военно-транспортный самолёт                      | 26 августа 1975  | 2                             |                   | в серию не пошёл                         |
| YF-23                  |      | истребитель                                      | 27 августа 1990  | 2                             |                   | проект закрыт                            |
| Беспилотные самолёты   |      |                                                  |                  |                               |                   |                                          |
| ADM-20 Quail           |      | БПЛА-мишень                                      | ноябрь 1957      | ~600                          |                   |                                          |

### Messerschmitt
| Наименование          | Фото | Тип                         | Первый полёт    | Количество экземпляров | Годы производства      | Прим.                          |
| --------------------- | ---- | --------------------------- | --------------- | ---------------------- | ---------------------- | ------------------------------ |
| Bf.108 Taifun         |      | связной самолёт             | 1934            | 885                    |                        |                                |
| Bf.109                |      | истребитель                 | 28 мая 1935     | 34852                  | 1937 — 1958            |                                |
| Me.109TL              |      | истребитель                 | не было         | 0                      |                        | программа закрыта в марте 1943 |
| Bf.110 Zerstörer      |      | истребитель                 | 12 мая 1936     | 6170                   | июль 1938 — март 1945  |                                |
| Me.163 Komet          |      | истребитель                 | 13 февраля 1941 | ~370                   | 1944 — 1945            |                                |
| Me.209                |      | рекордный самолёт           | 3 августа 1938  | 4                      | июнь 1938 — май 1939   |                                |
| Me.210                |      | истребитель                 | 5 сентября 1939 | 357                    | 1939 — 1944            |                                |
| Me.262 Schwalbe       |      | истребитель                 | 18 апреля 1941  | 1433                   | 1944 — 1945            |                                |
| Me.323 Gigant         |      | военно-транспортный самолёт | 20 января 1942  | 198                    | 1942 — 1944            |                                |
| Me.328                |      | истребитель                 | весна 1944      | 9                      |                        |                                |
| Me.410 Hornisse       |      | истребитель                 | 14 марта 1942   | ~1200                  | май 1943 — август 1944 |                                |
| P.1104                |      | истребитель                 | не было         | 0                      |                        | проект закрыт                  |
| P.1101                |      | истребитель                 | не было         | 0                      |                        | проект закрыт                  |
| P.1106                |      | истребитель                 | не было         | 0                      |                        | проект закрыт                  |
| P.1110                |      | истребитель                 | не было         | 0                      |                        | проект закрыт                  |
| P.1111                |      | истребитель                 | не было         | 0                      |                        | проект закрыт                  |
| Послевоенные самолёты |      |                             |                 |                        |                        |                                |
| Helwan HA-300         |      | истребитель                 | 7 марта 1964    | 6                      | 1964 — 1969            | проект закрыт в мае 1969       |

### Meyers
| Наименование | Фото | Тип                       | Первый полёт | Количество экземпляров | Годы производства | Прим. |
| ------------ | ---- | ------------------------- | ------------ | ---------------------- | ----------------- | ----- |
| Meyers 200   |      | самолёт общего назначения | 1953         | 127                    |                   |       |

### Mignet
| Наименование | Фото | Тип                       | Первый полёт     | Количество экземпляров | Годы производства | Прим. |
| ------------ | ---- | ------------------------- | ---------------- | ---------------------- | ----------------- | ----- |
| Pou-du-ciel  |      | самолёт общего назначения | 10 сентября 1933 | н/д                    | 1933 – н.в.       |       |

### Miles
| Наименование  | Фото | Тип                          | Первый полёт  | Количество экземпляров | Годы производства | Прим. |
| ------------- | ---- | ---------------------------- | ------------- | ---------------------- | ----------------- | ----- |
| M.14 Magister |      | учебно-тренировочный самолёт | 20 марта 1937 | 1303                   | 1937 — 1941       |       |

### MIT
| Наименование | Фото | Тип                   | Первый полёт  | Количество экземпляров | Годы производства | Прим. |
| ------------ | ---- | --------------------- | ------------- | ---------------------- | ----------------- | ----- |
| Perdix       |      | разведывательный БПЛА | сентябрь 2014 | 670                    | 2013 — н.в.       |       |

### Mitsubishi
| Наименование          | Фото | Тип                                   | Первый полёт    | Количество экземпляров | Годы производства           | Прим.                        |
| --------------------- | ---- | ------------------------------------- | --------------- | ---------------------- | --------------------------- | ---------------------------- |
| 1MF                   |      | палубный истребитель                  | 1921            | 138                    | 1923 — 1928                 |                              |
| 1MT                   |      | палубный бомбардировщик-торпедоносец  | 1922            | 20                     |                             |                              |
| 2MR                   |      | палубный самолёт-разведчик            | 12 января 1922  | 159                    |                             |                              |
| A5M                   |      | палубный истребитель                  | 1935            | 1094                   | 1937 — 1940                 |                              |
| A6M Zero              |      | палубный истребитель                  | 1 апреля 1939   | 10938                  | июнь 1940 — август 1945     |                              |
| A7M Reppuu            |      | палубный истребитель                  | 1944            | 10                     | 1944 — 1945                 |                              |
| B1M                   |      | палубный бомбардировщик-торпедоносец  | январь 1923     | 443                    |                             |                              |
| B2M                   |      | палубный бомбардировщик-торпедоносец  | 28 декабря 1929 | 206                    |                             |                              |
| B5M                   |      | палубный бомбардировщик-торпедоносец  | 1937            | 125                    |                             |                              |
| F1M                   |      | катапультный гидросамолёт-разведчик   | июнь 1936       | 1118                   | 1940 — март 1944            |                              |
| G1M                   |      | бомбардировщик                        | апрель 1934     | 1                      |                             |                              |
| G3M                   |      | бомбардировщик-торпедоносец           | 1935            | 1048                   | 1936 — 1943                 |                              |
| G4M                   |      | бомбардировщик-торпедоносец           | 1940            | 2435                   | 1941 — 1945                 |                              |
| J2M Raiden            |      | истребитель                           | 1942            | 620                    | 1942 — 1945                 |                              |
| J4M Senden            |      | истребитель                           | не было         | 0                      |                             | проект не завершён           |
| J8M Shūsui / Ki-200   |      | истребитель                           | 7 июля 1945     | 7                      |                             |                              |
| K3M                   |      | учебный / военно-транспортный самолёт | 1930            | 624                    |                             |                              |
| K7M                   |      | учебный самолёт                       | 1938            | 2                      |                             |                              |
| Ki-15 Karigane / C5M  |      | самолёт-разведчик                     | май 1936        | 490                    | 1937 — 1940                 |                              |
| Ki-21                 |      | бомбардировщик                        | 18 декабря 1936 | 2064                   | 1938 — 1944                 |                              |
| Ki-30                 |      | бомбардировщик                        | 28 февраля 1937 | 706                    | 1938 — 1941                 |                              |
| Ki-46                 |      | самолёт-разведчик                     | ноябрь 1939     | 1742                   | 1940 — 1945                 |                              |
| Ki-51                 |      | самолёт-разведчик                     | июнь 1939       | 2385                   | сентябрь 1939 — июль 1945   |                              |
| Ki-57 / L4M           |      | транспортный самолёт                  | август 1940     | 507                    | сентябрь 1940 — январь 1945 |                              |
| Ki-67 Hiryu           |      | бомбардировщик                        | 27 декабря 1942 | 767                    | 1944 — 1945                 |                              |
| Ki-73                 |      | истребитель                           | не было         | 0                      |                             | проект не завершён           |
| Ki-109                |      | истребитель                           | февраль 1944    | 22                     |                             |                              |
| Ki-167                |      | самолёт-камикадзе                     | н/д             | 10                     | 1945                        |                              |
| Послевоенные самолёты |      |                                       |                 |                        |                             |                              |
| F-1                   |      | истребитель-бомбардировщик            | 3 июня 1975     | 77                     | 1977 — 1987                 |                              |
| F-2                   |      | истребитель-бомбардировщик            | 7 октября 1995  | 98                     | 1996 — 2011                 |                              |
| Regional Jet (MRJ)    |      | пассажирский самолёт                  | 11 ноября 2015  | 8                      |                             | проект заморожен осенью 2021 |
| T-2                   |      | учебно-боевой самолёт                 | 20 июля 1971    | 90                     | 1975 — 1988                 |                              |
| X-2 Shinshin          |      | истребитель                           | 22 апреля 2016  | 1                      | 2009 — 2016                 |                              |

### MMIST
| Наименование    | Фото | Тип               | Первый полёт | Количество экземпляров | Годы производства | Прим. |
| --------------- | ---- | ----------------- | ------------ | ---------------------- | ----------------- | ----- |
| CQ-10 Snowgoose |      | транспортный БПЛА | апрель 2001  | 15                     |                   |       |

### Mooney Airplane Company
| Наименование | Фото | Тип                       | Первый полёт | Количество экземпляров | Годы производства               | Прим. |
| ------------ | ---- | ------------------------- | ------------ | ---------------------- | ------------------------------- | ----- |
| M20          |      | самолёт общего назначения | 1953         | >11000                 | 1955–1971, 1974–2008, 2014–2019 |       |

### Morane-Saulnier
| Наименование | Фото | Тип                          | Первый полёт               | Количество экземпляров | Годы производства       | Прим. |
| ------------ | ---- | ---------------------------- | -------------------------- | ---------------------- | ----------------------- | ----- |
| L            |      | истребитель                  | август 1913 10 апреля 1963 | 600                    |                         |       |
| MS.315       |      | учебно-тренировочный самолёт | октябрь 1932               | 356                    |                         |       |
| MS.406       |      | истребитель                  | 22 декабря 1935            | 1074                   | январь 1939 — март 1940 |       |
| MS.435       |      | учебно-тренировочный самолёт | 6 декабря 1939             | 1                      |                         |       |